# Gira de la tierra
La Gira de la tierra es la primera gira musical de la banda de Metal latinoamericana De la tierra, en apoyo a su primer álbum de estudio homónimo. Se confirmó que la gira iniciaría en marzo, siendo los teloneros de la banda Metallica en su gira "Metallica By Request" en América del Sur. La banda confirmó las primeras fechas de su gira mediante Facebook el 4 de abril.

## Fechas
| Fecha                  | Ciudad            | País      | Arena / Auditorio / Estadio | Otros datos                                            |
| ---------------------- | ----------------- | --------- | --------------------------- | ------------------------------------------------------ |
| Sudamérica             |                   |           |                             |                                                        |
| 16 de marzo de 2014    | Bogotá            | Colombia  | Parque Simón Bolívar        | Teloneros de Metallica en la gira Metallica By Request |
| 18 de marzo de 2014    | Quito             | Ecuador   | Parque Bicentenario         | Teloneros de Metallica en la gira Metallica By Request |
| 20 de marzo de 2014    | Lima              | Perú      | Parque nacional             | Teloneros de Metallica en la gira Metallica By Request |
| 24 de marzo de 2014    | Asunción          | Paraguay  | Jockey Club                 | Teloneros de Metallica en la gira Metallica By Request |
| Norteamérica           |                   |           |                             |                                                        |
| 29 de marzo de 2014    | Ciudad de México  | México    | Foro Sol                    | Festival Vive Latino                                   |
| Sudamérica             |                   |           |                             |                                                        |
| 18 de mayo de 2014     | São Paulo         | Brasil    | Cine Joia                   |                                                        |
| 21 de mayo de 2014     | Buenos Aires      | Argentina | Teatro Vorterix             |                                                        |
| 22 de mayo de 2014     | Rosario           | Argentina | Club Brown                  |                                                        |
| 25 de mayo de 2014     | Santiago de Chile | Chile     | Teatro Caupolicán           |                                                        |
| Norteamérica           |                   |           |                             |                                                        |
| 31 de octubre de 2014  | Monterrey         | México    |                             | Festival Pal Norte                                     |
| 2 de noviembre de 2014 | Guadalajara       | México    | Parque Trasloma             | Festival Coordenada                                    |
| 5 de noviembre de 2014 | Ciudad de México  | México    | Plaza Condesa               |                                                        |
| 6 de noviembre de 2014 | Puebla            | México    | Container City              |                                                        |